# 德仲温泉
德仲温泉是位于中国西藏自治区拉萨市墨竹工卡县门巴乡德仲村的温泉，该地位于墨竹工卡县城东北方向73公里处，海拔约4500米。该温泉泉温40℃左右，泉水中含有硫黄、款冬花、石沥青、寒水石、煤等。该温泉临近德仲寺。